# Eta Carinae
 Der er for få eller ingen kildehenvisninger i denne artikel, hvilket er et problem. Du kan hjælpe ved at angive troværdige kilder til de påstande, som fremføres i artiklen.

Eta Carinae er en ekstrem superkæmpe, der har en anslået masse på 100-150 gange Solens, hvilket medfører, at den udstråler omkring 4 millioner gange så megen energi som Solen. Eta Carinae er 7.500 til 8.000 lysår fra Solen og har en mindre, men dog meget stor ledsagestjerne.
Eta car, som den hedder i fagsproget, har den største masse af de stjerner som vi kan udforske i relativt stor detalje. Vi kender større stjerner, men vores viden om disse er begrænset i forhold til kendskabet om Eta Carinae.
Eta Carinae kan ses i stjernebilledet Carina (Kølen), der dog ikke er synligt fra Danmark, eftersom det er for langt mod syd på den sydlige himmelhalvkugle.

## Eta Carinaes fortid
Omkring dobbeltstjernen ses to stjernetåger. 
Den inderste stjernetåge, Homunculus-tågen, rækker 1 lysår ud fra dobbeltstjernen og er resterne af et superudbrud mellem 1837 og 1856, der gjorde Eta Carinae til en af den sydlige himmels kraftigste stjerner.
Den yderste stjernetåge rækker 2 lysår ud fra dobbeltstjernen og er resterne af et udbrud for ca. 1000 år siden.

## Eta Carinaes fremtid
Eta Carinae har så stor masse, at den formodentlig vil ende sine dage som en såkaldt hypernova i en eksplosion, der er henimod 100 gange så kraftig end en supernova. Når dette sker, vil de store mængder materiale, supernovaen kaster ud (den såkaldte supernovarest, på adskillige solmasser), blandes med det interstellare medium (ISM), hvor det indgår i nye stjerner, som senere vil blive født, mens dens kerne vil falde sammen til et sort hul.

## Eksterne links
- 3D-model afslører stjernernes fortid. Videnskab.dk Arkiveret 30. juni 2015 hos  Wayback Machine
- ESO: Fantastiske Eta Carinae i høj opløsning Arkiveret 17. september 2017 hos  Wayback Machine inklusive fotos og animation